# Dagâța
Dagâța is een Roemeense gemeente in het district Iași.
Dagâța telt 4887 inwoners.
De gemeente omvat de plaatsen: Bălușești, Boatca, Buzdug, Dagâța, Mănăstirea, Piscu Rusului, Poienile, Tarnița, en Zece Prăjini. 